# Войтович, Джон
Джон Стэнли Джозеф Войтович (англ. John Stanley Joseph Wojtowicz /vɔɪˈtoʊvɪtʃ/; 9 марта 1945 — 2 января 2006) — американский преступник, попытавшийся ограбить банк для того чтобы заплатить за операцию по коррекции пола своей возлюбленной Элизабет Иден. По мотивам этой истории была снята американская криминальная драма «Собачий полдень» режиссёра Сидни Люмета. Джон Войтович стал прототипом Сонни Ворцика, которого сыграл Аль Пачино.

## Биография

### Ранние годы
Войтович родился в 9 марта 1945 года в Бруклине в семье поляка Джона Войтовича — старшего и италоамериканки Терри Войтович (урожденной Терри Бассо). 
В 1967 году Войтович женился на Кармен Бифулко, в браке у них родилось двое детей, в 1969 году пара рассталась.
В 1971 году Войтович встретил трансгендерную женщину Элизабет Иден на празднике Святого Дженнаро в Нью-Йорке. В том же году у них была публичная свадебная церемония. 
Войтович в какой-то момент был членом Альянса гей-активистов. В то время он использовал псевдоним «Литтлджон Бассо», основанный на девичьей фамилии его матери.

### Ограбление банка
22 августа 1972 года Войтович вместе с Сальваторе Натурилем и Робертом Вестенбергом попытались ограбить отделение Chase Manhattan Bank по адресу 450 Avenue P в Грейвзенде, Бруклин. Los Angeles Times сообщила, что ограбление было совершено с целью оплаты операции по смене пола Иден. Однако Артур Белл, уважаемый обозреватель The Village Voice и журналист-расследователь, лично знавший Войтовича (и косвенно участвовавший в переговорах с полицией), сообщил, что оплата операции Иден была лишь второстепенной целью, и ограблено изначально было спланировано мафией.
Войтович и Натуриль держали в заложниках семерых сотрудников банка в течение четырнадцати часов. Вестенберг скрылся с места преступления до начала ограбления, увидев на улице полицейскую машину. Войтович, ранее работавший кассиром банка, имел некоторые знания о банковских операциях.
В конце концов Натуриль был убит ФБР в конце ограбления, а Войтович был арестован.

### Последствия
По словам Войтовича, ему предложили сделку со следствием, которая была отклонена судом, и 23 апреля 1973 года он был приговорён к 20 годам лишения свободы, отбывал наказание в федеральной тюрьме Льюисбурга.
10 апреля 1978 года Войтович был досрочно освобождён после отбытия 5 лет заключения, но был снова арестован и отбыл ещё два срока в тюрьме за нарушения условно-досрочного освобождения в 1984 и 1986—1987 годах. Он был окончательно освобождён в апреле 1987 года. Иден навещала Войтовича в Нью-Йорке примерно раз в месяц. 
Иден, которая впоследствии вновь вышла замуж и развелась, умерла от пневмонии, вызванной СПИДом, в больнице Дженеси в Рочестере, штат Нью-Йорк, 29 сентября 1987 года. Войтович присутствовал на ее похоронах и произнес прощальную речь.

## Собачий полдень
История Войтовича легла в основу фильма «Собачий полдень», вышедшего на экраны в 1975 году, в котором главную роль Войтовича, названного в фильме Сонни Ворциком, сыграл Аль Пачино, а роль Натуриля исполнил Джон Казале, один из коллег Пачино по «Крестному отцу». Элизабет Иден, известную в фильме как «Леон Шермер», сыграл актер Крис Сарандон.
В 1975 году Войтович написал письмо в The New York Times, опасаясь, что люди поверят версии событий в фильме, которая, по его словам, была точной лишь на 30%. Главным возражением Войтовича было неточное изображение его жены Кармен Бифулко как простоватой, полной женщины, чье поведение привело к его отношениям с Иден, хотя на самом деле он ушел от Бифулко за два года до встречи с Иден. 
Другие его замечания к сюжету фильма заключались в том, что он не разговаривал со своей матерью во время ограбления, и что полиция отказалась позволить ему поговорить с его женой Кармен. Кроме того, в фильме намекали, что Войтович «сдал» Натуриля полиции, и хотя он утверждал, что это неправда, после показа фильма заключенным было совершено несколько покушений на его жизнь. 
Войтович похвалил Пачино и Сарандона за то, что они точно передали характеры его самого и Элизабет Иден. В интервью 2006 года сценарист фильма Фрэнк Пирсон сказал, что он много раз пытался навестить Войтовича в тюрьме, чтобы узнать больше подробностей о его истории, когда он писал сценарий, но Войтович отказался с ним встретиться, потому что чувствовал, что ему не заплатили достаточно денег за права на его историю. В любом случае, фильм был очень успешным, получил хорошие отзывы и выиграл премию «Оскар» за лучший оригинальный сценарий на церемонии 1976 года. 

## Поздние годы и смерть
В 2001 году The New York Times сообщила, что Войтович жил на пособие в Бруклине. Он умер от рака 2 января 2006 года в доме своей матери в возрасте 60 лет. 

## Документальные фильмы
Войтович был героем нескольких документальных фильмов:
- «Третья память» (1999), снятый художником Пьером Юигом и впервые выставленная в музейном контексте в Центре Жоржа Помпиду в Париже и в Обществе Возрождения[англ.] в Чикаго (в формате двухканального видео), взяв за основу «Собачий полдень»[20] и изображает Войтовича, воссоздающего события ограбления с актерами-двойниками и реквизитом на реконструкции съемочной площадки фильма Люмета. Сопоставление с кадрами из «Собачьего полдня» демонстрирует, что память Войтовича, по-видимому, была безвозвратно изменена фильмом[21]. Например, он утверждал, что президент Ричард Никсон лично приказал ФБР убить Сальваторе, потому что прямая трансляция новостей в СМИ после ограбления банка врезалась в трансляцию по сетевому телевидению речи Никсона о переизбрании на съезде Республиканской партии 1972 года[англ.] в Конференц-центре в Майами-Бич[22].
- Основано на реальной истории (2004)[23].
- «Собака[англ.]» (также известная как «Сторивилль: Великое ограбление секс-наркоманов»), режиссеров Эллисон Берг и Фрэнка Керодрена, была впервые показана на Международном кинофестивале в Торонто в сентябре 2013 года[24][25][13].